# جيريمي تشاموس
جيريمي تشاموس (بالإنجليزية: Jeremy Shamos)‏ هو ممثل أمريكي، ولد في 1970.

## أعمال

### أفلام
- (2014) الرجل الطائر[5][6]
- (2014) السحر في ضوء القمر[7][8]

### مسلسلات
- الإبتدائية[9][10][11]
- ذا غود وايف
- من الأفضل الاتصال بسول

## ترشيحات
- جائزة توني لأفضل ممثل في مسرحية [الإنجليزية]‏ (2012)

## وصلات خارجية
- جيريمي تشاموس على موقع IMDb (الإنجليزية)
- جيريمي تشاموس على موقع ألو سيني (الفرنسية)
- جيريمي تشاموس على موقع ميوزك برينز (الإنجليزية)
- جيريمي تشاموس على موقع أول موفي (الإنجليزية)
- جيريمي تشاموس على موقع قاعدة بيانات برودواي على الإنترنت (الإنجليزية)
- جيريمي تشاموس على موقع قاعدة بيانات الفيلم (الإنجليزية)
- جيريمي تشاموس على موقع كينوبويسك (الروسية)